# Gewellter Herzflagellat
Der Gewellte Herzflagellat (Phacus oscillans) ist eine Protisten-Art aus der Gattung Phacus. Sie kommt in nährstoffarmen Gewässern und Quellen vor.

## Merkmale
Phacus oscillans ist 15 bis 35 Mikrometer lang. Die Zellen sind verkehrt-eiförmig und verjüngen sich zum Hinterende hin. Die Membran ist spiralig gestreift. Die Seitenränder rollen sich gegen die konkave Bauchseite asymmetrisch ein. Auf einer Seite ist diese Einrollung vorne stärker ausgeprägt, auf der anderen hinten. Die Geißel ist so lang wie der Körper. Die Chloroplasten sind scheibenförmig.

## Belege